# Statua vivente
Statua vivente è il termine convenzionalmente attribuito a un mimo, modello e artista di strada che posa per strada restando immobile per ore e ore come una statua o un mannequin del tipo di quelli esposti nei grandi magazzini e nei negozi di abbigliamento. Ricalca il lemma di lingua inglese living statue: appunto, statua vivente.
Questo genere di mimo, detto anche statuario, imita con sorprendente realismo, e grazie a un raffinato make up (trucco), le sembianze di una vera e propria statua fatta in candido marmo o in bronzo oppure realizzata con altri materiali (le variazioni possono essere infinite).
Spesso, queste statue umane hanno riflessi luminosi color dell'oro o dell'argento oppure risultano arricchite da fantasiose e cangianti decorazioni. Frequente è anche il ricorso a semplici maschere, in questo caso necessariamente abbinate a costumi appropriati, spesso multicolori.
In taluni casi la statua vivente contribuisce a comporre una sorta di tablea vivant dall'articolazione composita.
Le statue viventi possono ingannare i passanti e molti spettacoli televisivi che prevedono l'uso di telecamere nascoste hanno usato statue viventi per spaventare la gente. Come per tutte le arti del mondo dello spettacolo, le statue viventi possono esibirsi come artisti di strada.

## Storia
Il Tableau vivant, o gruppo di statue viventi, erano una presenza regolare nelle feste e nello sfarzo medievali e rinascimentali, esattamente come le entrate reali dei sovrani nelle città. Di solito, un gruppo che recitava una scena si sarebbe montato su un elaborato supporto decorato per apparire come una specie di monumento vivente, posizionato sul percorso di processione. Una statua vivente apparve in una scena del film del 1945 Amanti perduti e i primi pioneri delle statue viventi includono gli artisti londinesi Gilbert & George negli anni 60. Nei primi anni del XX secolo, la ballerina tedesca Olga Desmond partecipava alle "Serate di bellezza" (Schönheitsabende) in cui posava nuda ad imitazione delle opere d'arte classiche ("Quadri viventi").

## Caratteristiche

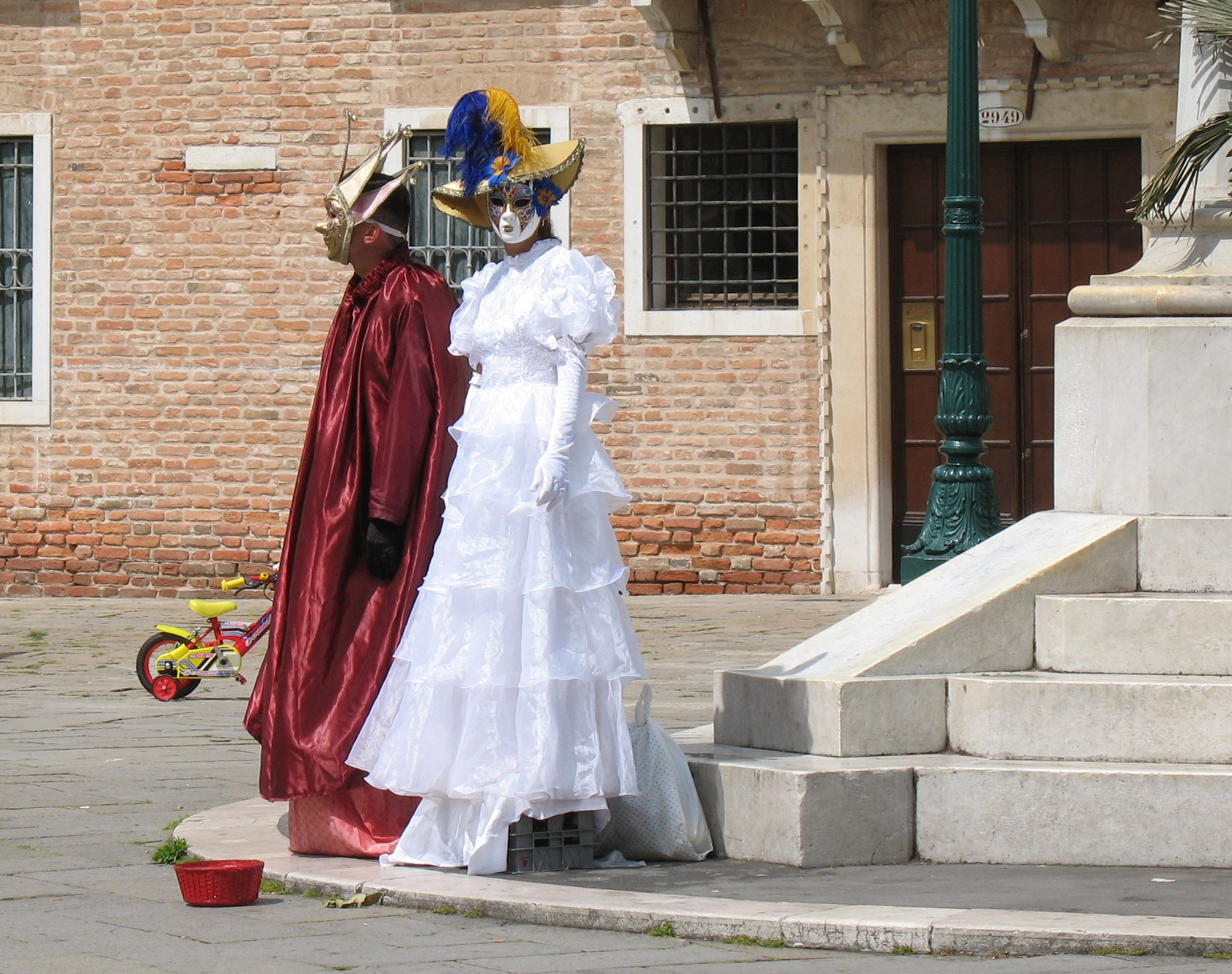
Statue viventi in un Campo a Venezia

Le statue viventi sono in grado di restare per ore ferme nella medesima posizione, compiendo solo minimi movimenti degli occhi e talvolta del capo e delle mani: lungo è l'allenamento per ridurre al minimo il battito delle ciglia per lunghi periodi. Per raffinare questa tecnica gli artisti debbono affrontare un lungo allenamento teso ad ottenere un particolare controllo del sistema nervoso sottoposto a un forte stress in termini di pazienza a cui è sottoposta la statua stessa.
Lo scopo di una statua vivente - esempio di performer di strada - è quello di stupire e divertire il passante, spesso invitato con impercettibili ammiccamenti del volto (e talvolta con rapidi movimenti delle mani) a lasciar cadere una monetina in un apposito cestino lasciato a piedi della base su cui la statua si mette in posa.
Statue viventi si esibiscono nei centri storici di tutto il mondo e la loro utilizzazione ha assunto, nel tempo, sfaccettature ed utilizzazioni diverse come ad esempio quelle dell'esposizione in vetrine al pari di mannequin o di esca per originali candid camera. Al pari di altre cosiddette performing art, le statue viventi possono operare in determinati spettacoli o presenziare in mostre d'arte.
Interessante appare poi la liaison fra il mondo (artistico) delle statue viventi e quello particolarmente imitativo dell'infanzia, con riflessi diretti sull'espressività emozionale e psicomotoria degli osservatori più giovani.
Questo anche in funzione di un aspetto strettamente didattico che questa attività, mossa dalla pura fantasia, può stimolare specialmente in rapporto a ragazzi e adolescenti i quali possono in tal modo avvicinarsi, in maniera ludica, allo studio di monumenti, personaggi e opere d'arte spesso fra i maggiormente conosciuti.

## Nel mondo

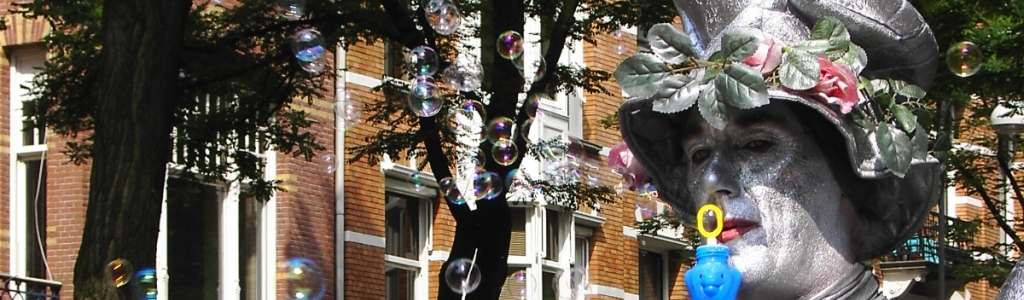
Una statua vivente ad Amsterdam

Dal 1996 ad Arnhem, nei Paesi Bassi si tiene l'annuale "World Statues Festival" (inizialmente noto col nome di "Rijnfestijn"), mentre la cittadina californiana di Laguna Beach ospita - sempre annualmente - il Pageant of the Masters, spettacolo creato da appassionati locali di questa vera e propria arte che ne hanno inserito lo svolgimento nel contesto del più generalista Festival of the Arts. Lo spettacolo presenta statue viventi intente e riprodurre, nel corso di una stessa serata, decine e decine di capolavori della pittura e della scultura. I diversi set si alternano al ritmo di un paio di minuti ciascuno e sono scanditi dalle note di musica classica.
L'arte delle statue viventi è apprezzata e diffusa anche in Sudamerica (particolarmente in Brasile) e a Buenos Aires, in Argentina, dove l'Università di scienze economiche e sociali ospita dal 2000 un concorso nazionale di statue viventi. In Europa, nella città di Espinho (Portogallo) viene organizzata dal 1997, intorno al 16 giugno, una gara dedicata a questa specialità che coincide con la festa municipale, invece a Bucarest, in Romania, viene ospitato dal 2011 il Festival internazionale delle statue viventi al Masca Theatre, dove si concentra lo sviluppo della forma attraverso la ricerca artistica.
Infine, l'Epcot Center di Orlando (Florida) è sede dall'aprile 1995 di esibizioni interattive delle living statue irradiate dalla Unity Productions.

## FraFantasyefantascienza
Statue viventi come Charlot-Chaplin in due differenti versioni:

a sinistra, il mimo - dotato di bastone e bombetta d'ordinanza - è ripreso mentre ascolta quanto gli dice una turista nei pressi del Ponte dell'Accademia, a Venezia; a destra, sul Listòn di Verona, a breve distanza dall'Arena, un altro artista intento alla raffigurazione statica della memorabile figura.
La statua vivente viene citata - direttamente o indirettamente - anche nella fantascienza e, più genericamente, nel mondo del fantasy. Il senso di queste partecipazioni ha un valore aggiunto ed un diverso, e più profondo significato, poiché spesso riguardano esseri umani (o le altre creature umanoidi, come ad esempio gli elfi) che, sebbene bloccati dalla tecnologia o per influssi di forze magiche, rimangono sempre in possesso delle proprie facoltà sensoriali. Un esempio in questo senso è contenuto nel romanzo di Michael Moorcock The Queen of the Swords: gli eroi della storia si imbattono nella Frozen Army (l'Armata del gelo) e vengono trasformati in statue viventi.
Un altro esempio è dato dal film del 2005 House of Wax in cui viene descritta una città affollata di realistiche statue di cera che tornano a vivere pur rimanendo intrappolate nel loro appiccicoso involucro (da notare che il tema era stato già trattato in un film del 1953 dallo stesso titolo ma uscito in Italia con il titolo La maschera di cera).

## Curiosità
- L'arte della statua vivente assimila, per molti versi, quelle antiche e consolidate da antica tradizione dei presepi viventi, allestiti in molte città dell'Italia sull'esempio di quello di Greccio, e delle rappresentazioni della Passione di Cristo.
- La statua vivente è il titolo di un film del 1943 di Camillo Mastrocinque, musicato da Alessandro Cicognini.
- Nella mitologia greca Talos, gigante di bronzo guardiano di Creta, è raffigurato come statua vivente creata da Efesto per Zeus che ne intendeva fare dono ad Europa.
- Nel Don Giovanni di Mozart, il Commendatore, padre di Donna Anna, conosciuto anche come "convitato di pietra", appare in due differenti scene nelle sembianze di una statua di marmo che improvvisamente si anima per maledire e far precipitare nelle fiamme, sotto lo sguardo attonito del servo Leporello, il malcapitato protagonista.

## Galleria d'immagini
| - Vienna (Austria) - Las Vegas (Nevada) - Alcalá de Henares (Spagna) |

| - Orlando (Florida) - Lisbona (Portogallo) |